# Bantus Capoeira
De groep Bantus is een capoeiragroep, opgericht door Mestre Pintor op 20 mei 1991 in Belo Horizonte (Brazilië). De stijl van de groep is capoeira regional met enkele invloeden van capoeira angola. De naam Bantus verwijst naar een grote groep Afrikanen, De Bantoevolken. NTU betekent "mens" en BA staat voor meervoud, samengevoegd betekent het "mensen". De oprichting vond plaats ongeveer twee jaar nadat Pintor bij de groep Escola de Educacao Fisica van Mestre Macaco tot Mestre (de hoogste titel binnen capoeira) werd benoemd.
In 1989 werd hij gedoopt tot meester in de capoeira door Macaco bij  in Belo Horizonte.
Bantus Capoeira heeft groepen in Australië, Brazilië, China, Duitsland, Japan, Maleisië, Nederland en Singapore.

## Nederland
In Nederland wordt lesgegeven door Pintors leerling Graduado Zoi in Den Haag, Amsterdam en Nijmegen. Mestre Pintor komt ten minste een keer per jaar naar Nederland om een workshop te geven.